# Drepanoctonus tricoloratus
Drepanoctonus tricoloratus är en stekelart som först beskrevs av Sedivy 1971.  Drepanoctonus tricoloratus ingår i släktet Drepanoctonus och familjen brokparasitsteklar. Inga underarter finns listade i Catalogue of Life.